# Куцохвостик рудобокий
Куцохвостик рудобокий (Macrosphenus kempi) — вид горобцеподібних птахів родини Macrosphenidae.

## Поширення
Вид поширений в Західній Африці. Трапляється від Сьєрра-Леоне до Камеруну. Живе у тропічних та субтропічних вологих низовинних лісах.

## Підвиди
- M. k. kempi (Sharpe, 1905);
- M. k. flammeus (Marchant, 1950)